# Bling H2O
Bling H2O es una marca de agua embotellada de alta gama, creada por el escritor y productor de Hollywood Kevin G. Boyd. La marca utiliza botellas esmeriladas decoradas con cristales de Swarovski. El agua procede del manantial «English Mountain» de las Grandes Montañas Humeantes de Tennessee, Estados Unidos. El agua sufre un proceso de purificación en nueve pasos, que incluyen tratamiento con ozono, rayos ultravioleta y microfiltración.
Bling H2O se introdujo inicialmente para algunos atletas y actores, y desde entonces ha pasado a la venta pública. H2O Bling ha aparecido en los MTV Video Music Awards y los Emmys.

## Composición típica
| Característica       | Cantidad |
| -------------------- | -------- |
| pH                   | 7,66     |
| Calcio (Ca)          | ND       |
| Magnesio (Mg)        | 6,8      |
| Cloruros (Cl-)       | 1,2      |
| Bicarbonatos (HCO3-) | 100      |
| Nitratos (NO3-)      | 0,38     |
| Potasio (K)          | 1,2      |
| Sodio (Na)           | 1,5      |
| Sulfatos (SO42-)     | 8,3      |
| TDS                  | 140      |

## Premios
- 2006 Clear Choice Award for packaging design por el Glass Packaging Institute.[5]
- 2010 Berkeley Spring people's Choice Award.